# Naßwandi katonatemető
A Naßwand alatti osztrák–magyar katonatemető (németül: Kriegerfriedhof Naßwand, olaszul: Cimitero militare Sorgenti vagy Cimitero di Guerra di Croda Bagnata) az olaszországi Dél-Tirolban, a Dolomitok északi peremén, a Höhlenstein-völgyben (Valle di Landro), Toblach (Dobbiaco) község közigazgatási területén fekszik. A Császári és Királyi Hadsereg 1259 – több nemzetiséghez tartozó, nem német anyanyelvű – elesett katonájának maradványai nyugszanak itt, akik az első világháború olasz frontján, a magashegyi háború itteni frontszakaszán vesztették életüket 1915–1917 között. A temetőt az Osztrák Fekete Kereszt társadalmi egyesület gondozza.

## Fekvése, megközelítése
A katonatemető a dél-tiroli Höhlenstein-völgyben (Valle di Landro) fekszik, Toblach (Dobbiaco) községtől kb. 9 km-re délre, a Toblachi-tó (Lago di Dobbiaco) közelében, a 2254 méter magas Naßwand-hegy meredek lejtőjén, erdős környezetben. Az északi irányból, Ausztria és a Puster-völgy felől (az SS-49. sz. puster-völgyi főúton) érkezők Toblach községnél fordulnak délnek az SS-51. sz. Alemagna főútra, amely a Höhlenstein-völgyön át vezet Misurina és Cortina d’Ampezzo felé. A temető bejárata (autóparkolóval) az országút jobb (nyugati) oldalán található, a Rienz folyó (itt még csak hegyi patak) partján.
A déli irányból, Velence és Cortina d’Ampezzo felől érkezők az SS-51-es Alemagna főúton (vagy az SS-48-bis főúton), a Cristallo-hegységet megkerülve, Schluderbach (Carbonin) községtől 6,5 km-re találják a temető bejáratát.

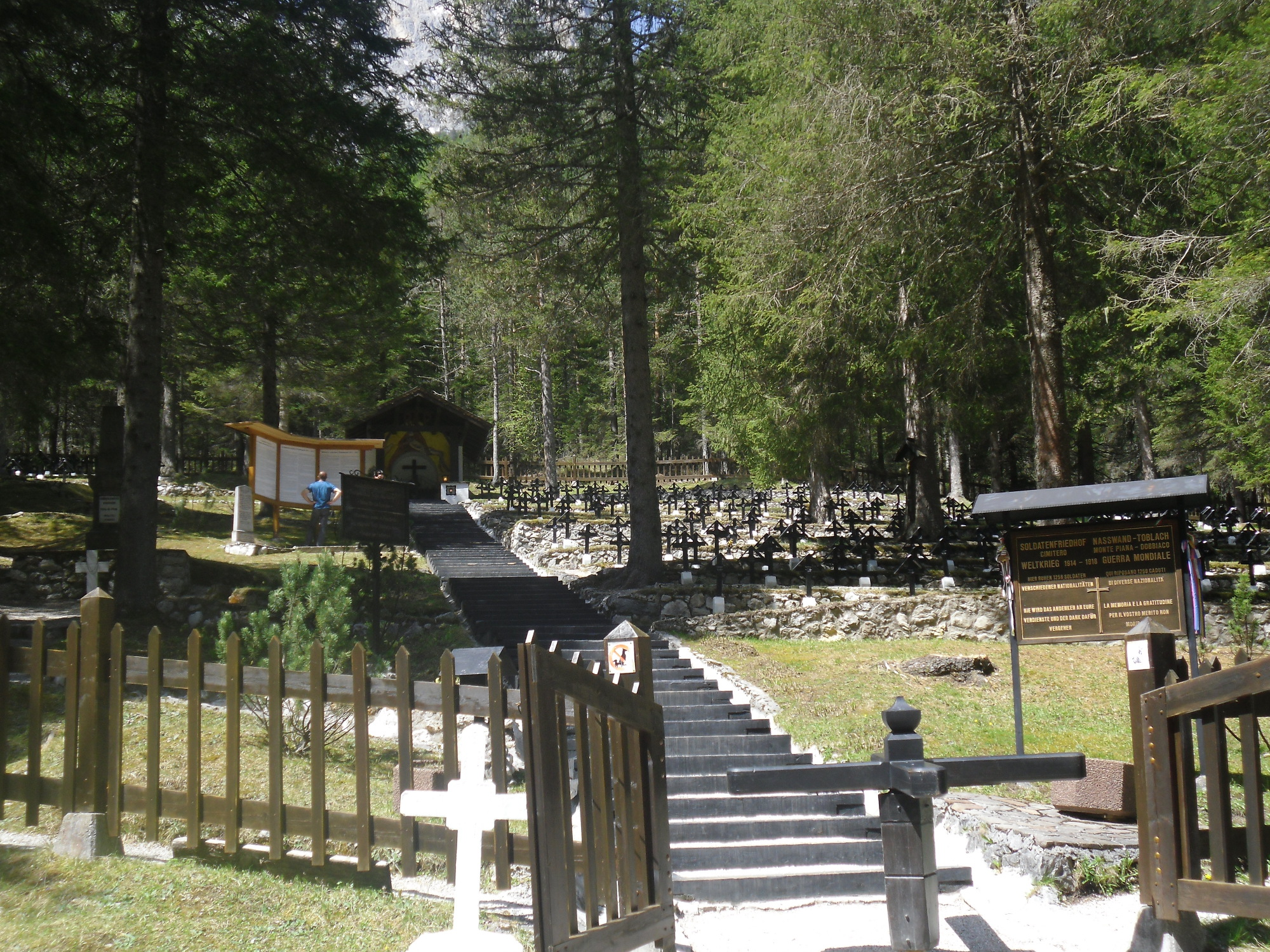
A temető a bejárat felől

A jelzőtáblák és információs anyagok a Naßwand alatti temetőt több más néven is jelölik, így a temető fölé magasodó Naßwand hegy olasz nevével (Sorgenti), ami a Naßwand („nedves fal”) körül eredő forrásokra („sorgente”) utal. Hívják még a Croda Bagnata-i vagy Monte Piana-i temetőnek, a közeli hegycsúcsokról, amelyeken az első világháborús frontvonal húzódott.
A lépcsőzetes teraszokon kialakított temetőkertben a soknemzetiségű Császári és Királyi Hadsereg 1259 nem német anyanyelvű katonája nyugszik, a sírkereszteken olvasható névtáblák tanúsága szerint szlovének, horvátok, magyarok és olaszok. Külön csoportban vannak a zsidó vallású tisztek és katonák. A temető közepén emlékkápolna és obeliszk emlékeztet a névtelenül nyugvó katonákra.
A temető bejáratától hegyi túrautak is indulnak a Naßwand és a Dürrenstein csúcsára, és a Pragsi-Dolomitokban fekvő Plätzwiese (Prato Piazza) fennsíkra, ahol a „nagy háború” további emlékhelyei találhatók.

## Története

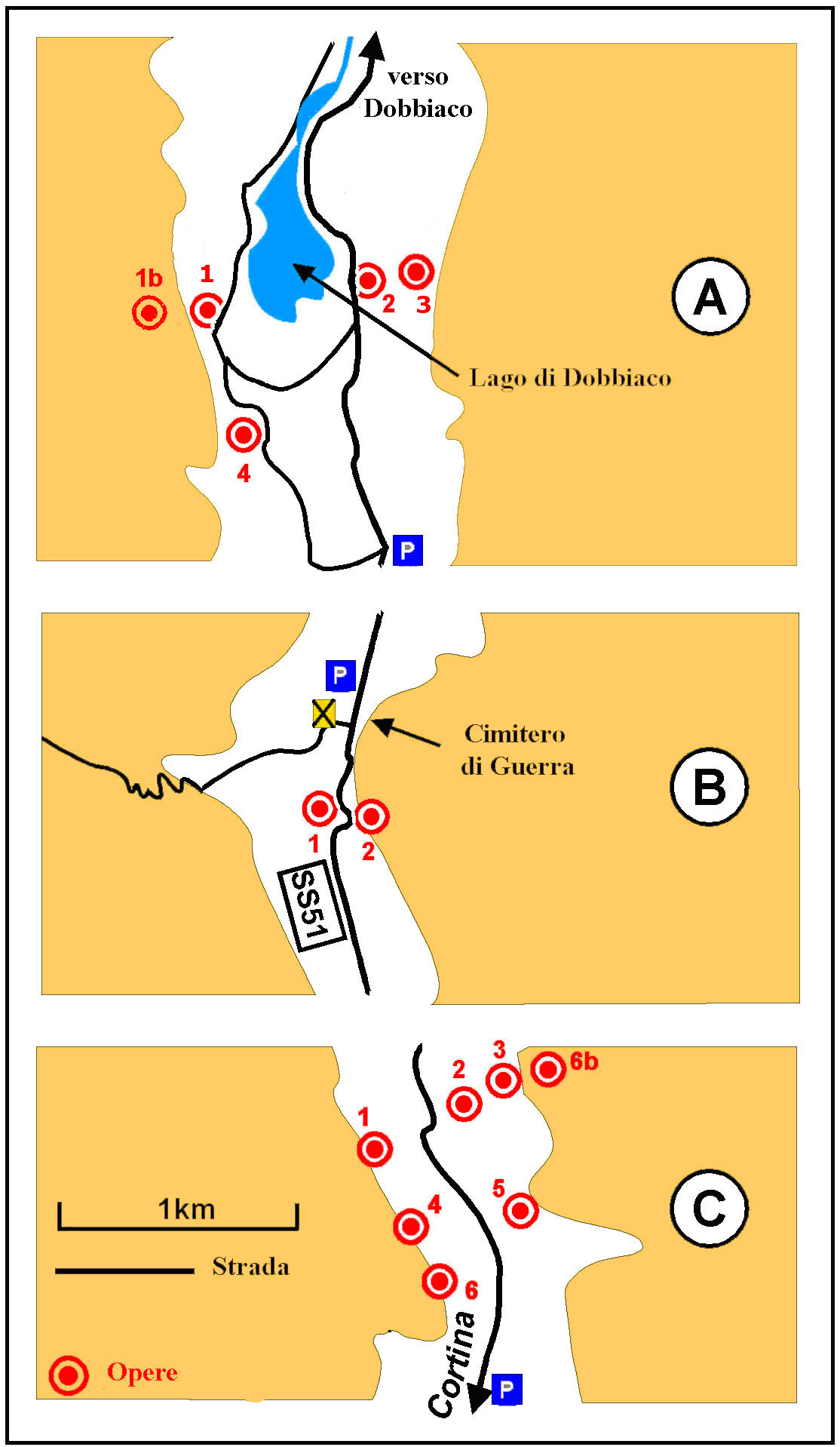
Térkép: a Höhlenstein-völgy erődjei (piros) és a temető (X)

1915. május 23-án a világháborúban addig semleges Olasz Királyság hadat üzent az Osztrák–Magyar Monarchiának. Az újonnan megnyílt front itteni szakaszán, a Dolomitok völgyeiben azonnal megindultak déli irányból észak felé az olasz támadások, melyek a Puster-völgybe való kijutást és Tirol elfoglalását célozták. Az osztrák–magyar hadvezetés a korábban kiépített hegyi erődláncra támaszkodva szervezte a védelmet. A Sexteni Dolomitok és a Pragsi-Dolomitok között húzódó Höhlenstein-völgybe (Val di Landro) is déli irányból, Misurina és Schluderbach felől hatoltak be a támadók. Az itteni védelem gerincét a Höhlenstein-völgy erős tüzérséggel felszerelt záróerődjei (Sperre Höhlensteintal) képezték, amelyek a Dürren-tó és Toblach közötti völgyszakasz mindkét oldalán rejtve feküdtek. A völgy szűkületében, a Dürren-tó Dürrensee) közelében, 1870-ben épült Grand Hotel Baur nagyszálló épületét a császári és királyi hadvezetés a háború kezdetén kiürítette és felrobbantotta, hogy ne akadályozza az erődök tüzérségének kilátását. Az olasz támadók a záróerődök megkerülésére törekedtek, az arcvonalak fokozatosan felhúzódtak a völgyet körülvevő magas hegyoldalakra (Monte Cristallo, Monte Piana, Paternkofel, Toblinger Knoten, Drei Zinnen, Naßwand, Plätzwiese). Itt kegyetlen közelharc alakult ki az osztrák hegyi csapatok (Alpini) és a tiroli területvédelmi erők (Landesschützen) katonái között. A harcok egészen 1917 végéig tartottak, ekkor az isonzói fronton végrehajtott caporettói áttörés sikere nyomán az olasz csapatokat kivonták a Dolomitokból, hogy elkerüljék a stratégiai bekerítést.

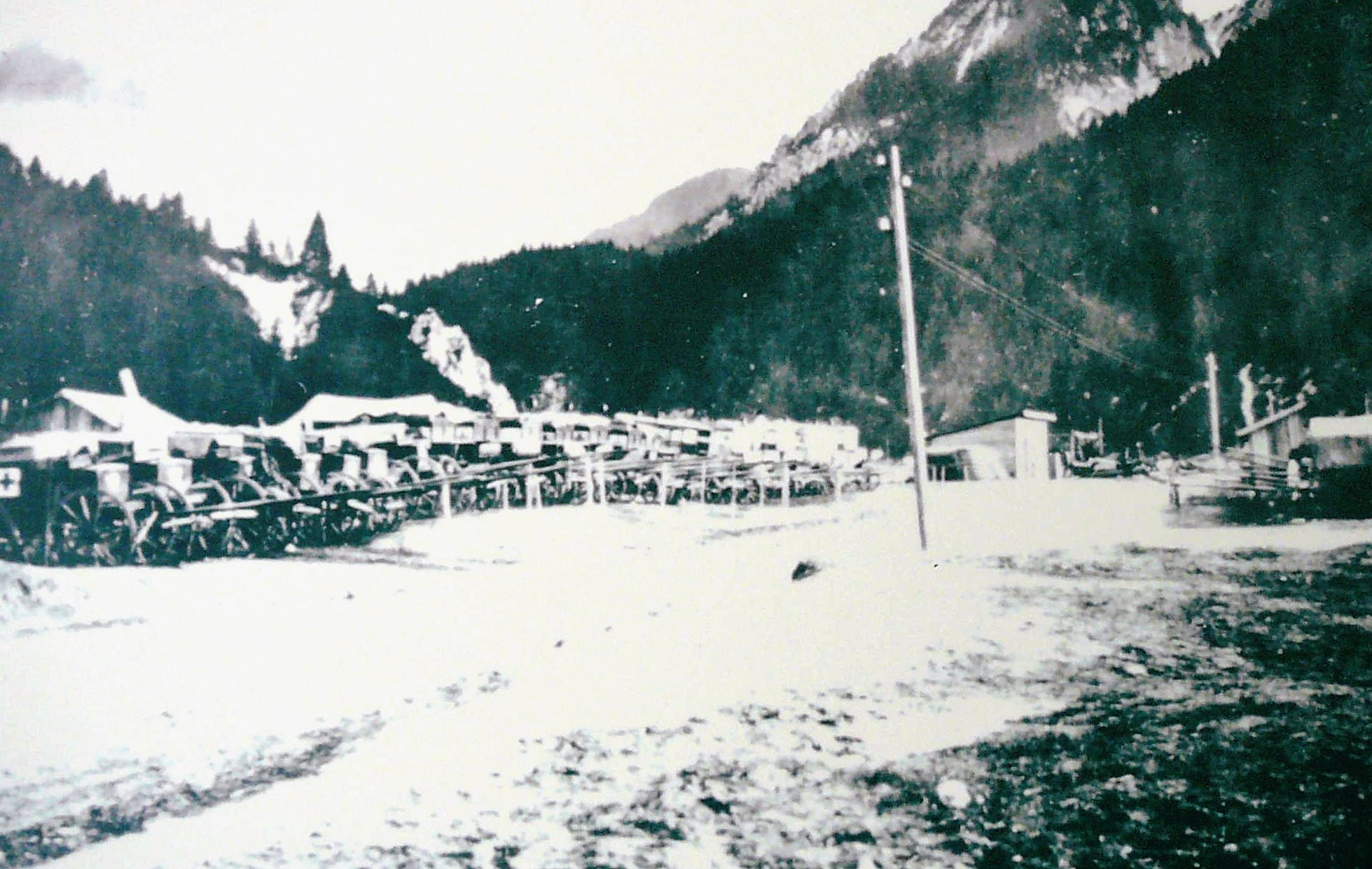
A höhlenstein-völgyi hadikórház a Naßwand alatt (korabeli fénykép)

A höhlenstein-völgyi front mögött, a védett északi völgyszakaszon, a Rienz patak partján, a 2254 méter magas Naßwand áthajló sziklafalának védelmében egy osztrák–magyar hadikórházat, Feldlazarett-et rendeztek be a sebesült és beteg katonák ellátására. A halottakat ideiglenes temetőben földelték el. A háború végén a mainál sokkal több katona teste nyugodott itt.
A „nagy háború” után a Höhlenstein-völgyet az osztrákok kiürítették, a környező vidék Tirol déli felével együtt (a saint-germaini békeszerződés értelmében) a győztes Olasz Királyság fennhatósága alá jutott. A sokfelé eltemetett katonák testét összegyűjtötték. Az olaszokat a Toblachban (és másutt) emelt monumentális győzelmi emlékművek és csontházak (osszuáriumok) belsejébe, az osztrák nemzetiségű elesettek többségét Brixen (Bressanone) temetőjébe gyűjtve temették el. A Naßwand alatti hadikórház temetőjében a Monarchia soknemzetiségű hadseregének nem német anyanyelvű katonái maradtak.
A két háború közötti években a katonatemetőt az (olasz) közigazgatás elhanyagolta. A második világháború végére teljesen lepusztult állapotba jutott. Az 1950-es években a (nemzetiséggé változott) helyi osztrák lakosság képviselői kezdeményezték helyreállítását. Az 50-es években Ludwig Mitterdorfer (1885–1963), majd az ő elhunyta után egy toblachi vendéglősné, Waltraud Fuchs szervezte a helyreállítási munkát. A civilek munkájának köszönhetően a naßwaldi katonatemető rendezett és látogatható állapotba került.
2015-ben, az olasz támadás 100. évfordulóján a Tiroli Lövészek hagyományőrző egyesületei az olasz–osztrák hegyi front teljes szakaszán emlékkereszteket állítottak a katonatemetőkben és a háborús emlékműveknél.